# Ostacronycta
Bamra là một chi bướm đêm thuộc họ Noctuidae.